# Acta Senatus
Les Acta Senatus o Commentarii Senatus, són actes dels debats i decisions del Senat de Roma. Contenien un relat detallat dels diferents assumptes portats al senat, les opinions dels principals oradors i les decisions que la cambra havia pres.
Fins al primer consolat de Juli Cèsar l'any 59 aC, les actes dels procediments del Senat s'escrivien i a vegades es publicaven, però no oficialment. Cèsar, amb el propòsit de llevar el vel de misteri que donava una importància irreal a les deliberacions del Senat, ordenà en primer lloc que fossin recopilades i incloses obligatòriament a les Acta Diurna. La seva compilació la va continuar August, però la seva publicació va ser prohibida. S'elegia un senador jove (ab actis senatus) per prendre aquestes acta, que es conservaven a l'Erari, als arxius imperials i les biblioteques públiques, segons diu Tàcit. Per examinar-les, era necessari un permís específic del prefecte de la Ciutat.